# جون بي هايز
جون بي هايز (بالإنجليزية: John P. Hayes)‏ هو أستاذ جامعي وعالم حاسوب ومهندس أمريكي، ولد في 3 مارس 1944.